# Национални пут Јапана 46
Национални пут Јапана 46 је Национални пут у Јапану, пут број 46, који спаја градове Мориока и Акита, укупне дужине 116,2 км км.

## Путеви који се укрштају
- у префектури Ивате
  - пут Национални пут Јапана 4
- у префектури Акита
  - путеви Национални пут Јапана 13, Национални пут Јапана 105 и Национални пут Јапана 341